# Мост Лайонс-Гейт
Мост Лайонс-Гейт (англ. Lions Gate Bridge) — автодорожный висячий мост через залив Беррард в Ванкувере, Канада. Соединяет Ванкувер со своими северными муниципалитетами. В названии моста содержится отсылка к двум вершинам близлежащего горного хребта North Shore Mountains — Львам. Эти вершины, у подножия которых расположен мост, являются одной из наиболее узнаваемых достопримечательностей Ванкувера.
Общая длина моста, включая путепровод на северной стороне, составляет 1823 м. Длина основного пролёта — 473 м. Высота береговых пилонов моста — 111 м. Просвет для морских судов между нижней кромкой моста и поверхностью воды составляет 61 м.
На мосту устроено три полосы для движения автотранспорта, причём центральная является полосой реверсивного движения. Дневной трафик колеблется в диапазоне от 60 000 до 70 000 автомобилей. Передвижение грузовиков массой свыше 13 тонн запрещено. Также запрещено движение по мосту автомобилей с ошипованными шинами.

## История
Строительство моста началось 31 марта 1937 года. Спустя полтора года мост был построен. Цена строительства составила 5 873 837,17 канадских долларов.
Движение по мосту было открыто 14 ноября 1938 года. Официальное открытие моста, в котором приняли участие Георг VI и королева Елизавета, прошло 29 мая 1939 года.
Сразу после открытия, за проезд по мосту взималась плата в размере 25 центов. 20 января 1955 года семейство Гиннессов, являвшееся главным инвестором строительства и владельцем моста, продало его властям Британской Колумбии, и вследствие этого в 1963 году плата за проезд была отменена.
Изначально мост имел только две полосы для движения автомобилей. Однако, как и было предсказано ранее, население северных пригородов быстро возрастало с появлением моста, и транспортная нагрузка на него возрастала с каждым годом. Это привело к разделению его на три полосы, с устройством реверсивного движения по центральной из них. Установленные над дорожным полотном светофоры стали менять направление полосного движения в зависимости от преобладающего в данный момент направления трафика. Также при необходимости быстро пропустить машины экстренных служб светофор над центральной полосой вообще запрещал движение по ней. Такая схема движения на мосте применяется и поныне.
Светофоры на Лайонс-Гейт впервые были установлены в 1986 году. Это был подарок Ванкуверу от вышеупомянутого семейства Гиннессов. В июле 2009 года установленные в светофорах стоваттные ртутные газоразрядные лампы были заменены светодиодными лампами. Предполагалось, что эта мера позволит сократить энергопотребление на 90 % и будет экономить для провинции 30 000 канадских долларов в год.
Значительно возросшая транспортная нагрузка в 90-е годы XX века подняла волну дискуссий о расширении или замене моста Лайонс-Гейт на новый, с более высокой пропускной способностью. Рассматривались варианты строительства нового моста рядом с существующим, надстройки второго этажа моста, а также вариант с тоннелем под заливом Беррад. Однако увеличение трафика с севера в даунтаун Ванкувера привело бы к возникновению пробок в нём, и это соображение (вкупе с высокой стоимостью новой стройки) стало камнем преткновения, не позволившим воплотить в жизнь ни один из предлагаемых проектов.
Единственная модернизация, на которую пошли власти провинции по итогам этих обсуждений — расширение проезжей части и дорожек для пешеходов и велосипедистов. В 2000 и 2001 годах были проведены работы по замене ездового полотна, в результате которых ширина полосы автотранспорта увеличилась с 3 м до 3.6 м, а пешеходный тротуар с 1.2 м до 2.7 м.

## Галерея
- Вид на мост из даунтауна Ванкувера
- Вид на мост и северный Ванкувер с обзорной площадки в парке Стэнли
- Работы по замене ездового полотна моста в 2001 г.
- Вид на мост и его отражение в воде на закате (2002 г.)